# Plagithmysus jacobii
Plagithmysus jacobii är en skalbaggsart som beskrevs av J. Linsley Gressitt och Davis 1974. Plagithmysus jacobii ingår i släktet Plagithmysus och familjen långhorningar. Inga underarter finns listade i Catalogue of Life.